# Смерекова вулиця (Київ)
Смерекова ву́лиця — вулиця в Солом'янському районі міста Києва, селище Жуляни. Пролягає від Повітрофлотської вулиці до вулиці Павла Потоцького (до Совської вулиці).

## Історія
Вулиця виникла на межі 2000–2010-х років. Сучасна назва — з 2015 року.